# Zia Hyunsu Shin
 (avril 2023).
Si vous disposez d'ouvrages ou d'articles de référence ou si vous connaissez des sites web de qualité traitant du thème abordé ici, merci de compléter l'article en donnant les références utiles à sa vérifiabilité et en les liant à la section « Notes et références ».
Hyun-Su Shin (en coréen 신지아, 본명: 신현수, 申鉉洙, Zia Hyunsu Shin ; née le 16 juillet 1987 à Jeonju, Corée du Sud) est une violoniste sud-coréenne.

## Biographie
Hyun-Su Shin étudie à l'Université nationale des arts de Corée. Elle joue sur un violon Giovanni Battista Guadagnini que lui prête la Fondation asiatique Kumbo. Elle a remporté le premier prix du Concours international Marguerite-Long-Jacques-Thibaud en 2008. Elle a fait son entrée dans le monde professionnel en 2009 en jouant le concerto pour violon de Mendelssohn avec le National Symphony Orchestra de Washington D.C. sous la direction d'Ivan Fischer.
Elle est l'une des douze finalistes du Concours musical international Reine-Élisabeth-de-Belgique 2012.